# Stictophaula daclacensis
Stictophaula daclacensis är en insektsart som beskrevs av Andrej Vasiljevitj Gorochov 1998. Stictophaula daclacensis ingår i släktet Stictophaula och familjen vårtbitare. Inga underarter finns listade i Catalogue of Life.